# Sollentuna fögderi
Sollentuna fögderi avsåg den lokala skattemyndighetens verksamhetsområde i nuvarande Sollentuna, Upplands Väsby och Sigtuna kommuner mellan åren 1967 och 1991. Efter detta år omorganiserades skatteväsendet och fögderierna ersattes av en skattemyndighet för varje län - i detta fall den för Stockholms län. År 2004 gick verksamheten upp i det nybildade Skatteverket.
Sollentuna fögderi föregicks av flera mindre fögderier, vilka sedermera även delvis hamnade under Täby, Danderyds och Solna fögderier.
- Sollentuna, Vallentuna och Danderyds fögderi (1720-1852)
  - Sollentuna, Vallentuna, Färentuna och Danderyds fögderi (1853-1881)
    - Stockholms läns västra fögderi (1882-1917)
      - Mellersta Roslags fögderi (1918-1946)

    - Färentuna och Sollentuna fögderi (1882-1885)
      - Svartsjö fögderi (1886-1966)
      - Danderyds fögderi (1946-1966)
- Sigtuna fögderi (1720-1945)